# Woytkowskia travassosi
Woytkowskia travassosi är en skalbaggsart som beskrevs av Lane 1971. Woytkowskia travassosi ingår i släktet Woytkowskia och familjen långhorningar. Inga underarter finns listade i Catalogue of Life.